# Groton (hrabstwo Caledonia)
Groton – jednostka osadnicza w Stanach Zjednoczonych, w stanie Vermont, w hrabstwie Caledonia.